# Ida Schreiter
Ida Schreiter (ur. 27 grudnia 1912, zm. 20 września 1948) – starsza nadzorczyni SS (SS-Aufseherin) w niemieckim obozie koncentracyjnym dla kobiet w Ravensbrück w latach 1939–1945.
Była współodpowiedzialna za liczne zbrodnie popełnione na więźniarkach. W siódmym procesie załogi Ravensbrück Schreiter skazana została przez brytyjski Trybunał Wojskowy na karę śmierci przez powieszenie. Wyrok wykonał kat Albert Pierrepoint 20 września 1948.